# Servaville-Salmonville
Servaville-Salmonville é uma comuna francesa na região administrativa da Normandia, no departamento de Sena Marítimo. Estende-se por uma área de 7,89 km². Em 2010 a comuna tinha 1 145 habitantes (densidade: 145,1 hab./km²).